# 沙恩·多恩
沙恩·多恩（英語：Shane Doan，1976年10月10日—），加拿大男子冰球运动员，场上位置是前锋。他曾代表加拿大国家队参加2006年冬季奥林匹克运动会冰球比赛，获得第七名。